# Duguetia flagellaris
Duguetia flagellaris este o specie de plante angiosperme din genul Duguetia, familia Annonaceae, descrisă de Huber. Conform Catalogue of Life specia Duguetia flagellaris nu are subspecii cunoscute.